# Phil Ivey
Phil Ivey, född 1976 i Riverside Kalifornien, USA, är en professionell amerikansk pokerspelare. Han är bosatt i Las Vegas.
Han föddes i Kalifornien men flyttade med sin familj till Roselle, New Jersey redan när han var tre månader gammal. 

## Pokerkarriär
Ivey anses av många som världens bästa pokerspelare. Han kallas ofta för "The Tiger Woods of Poker" eftersom han, i kombination med sina framgångar, utseendemässigt påminner om Tiger Woods.  
Även om Ivey främst spelar så kallade cash games har han vunnit tio titlar i World Series of Poker och slutat som bäst sjua i huvudtävlingen (2009). Utöver detta har han vunnit pengar i sammanlagt 17 tävlingar på WPT och EPT, och har 10 gånger nått finalbordet.
Phil Ivey spelar på Ivey Poker tillsammans med andra pokerstjärnor som Patrik Antonius. 
Phil Ivey har även gjort sitt namn vida beryktat genom att genomföra en spektakulär bluff-kontrabluff mot Paul Jackson. Klippet kan ses på: 
Han är även känd för att ha spelat mot miljardären Andy Beal, som år 2006 utmanade en sammanslutning av världens bästa pokerspelare (The Corporation). Till en början ledde Beal matchen med över 10 miljoner dollar innan Phil Ivey steg in och vände till en nettovinst på 7 miljoner dollar, för The Corporation.
På fritiden spelar Phil Ivey TV-spel, golf och utför alla möjliga sorters vadslagningar. Han deltog och kom trea i World Series of Golf som är en blandning mellan poker och golf.
Ivey hejar på Los Angeles Lakers och Houston Rockets. Man ser honom ofta med en basketkeps på huvudet eller med en jersey-tröja med hans favoritlag. I WSOP 2003 när han kom tia hade han på sig en Steve Francis jersey-tröja.
Phil Ivey är enligt rykten den som vunnit mest på poker någonsin. Han sägs ha vunnit så mycket som 200 miljoner dollar, framförallt i live-spel i Las Vegas, under sin relativt korta karriär. Enligt honom själv älskar han craps (ett tärningsspel) mer än poker, och erkänner att han förlorat mer än 10 miljoner dollar på det.
I World Series of Poker sommaren 2009 vann han två turneringar och tog sig till finalbordet i huvudturneringen. Finalbordet spelades i november och Ivey slutade på sjunde plats.
Phil Iveys armband:
| År   | Turnering                                                     | Pris (US$) |
| ---- | ------------------------------------------------------------- | ---------- |
| 2000 | $2,500 Pot Limit Omaha                                        | $195,000   |
| 2002 | $2,500 7 Card Stud Hi/Lo                                      | $118,440   |
| 2002 | $2,000 S.H.O.E.                                               | $107,540   |
| 2002 | $1,500 7 Card Stud                                            | $132,000   |
| 2005 | $5,000 Pot Limit Omaha                                        | $635,603   |
| 2009 | $2,500 No Limit Deuce to Seven Draw Lowball                   | $96,367    |
| 2009 | $2,500 Omaha 8-or-better/Seven-card stud                      | $220,538   |
| 2010 | $3,000 H.O.R.S.E.                                             | $329,840   |
| 2013 | $2,200 Mixed Event (8-Game)                                   | $54,252    |
| 2014 | $1,500 8-Game Mix                                             | $166,986   |
| 2024 | $10,000 Limit 2-7 Lowball Triple Draw Championship (6-Handed) | $347,440   |